# Lionello Fiumi
Lionello Fiumi, né le 12 avril 1894 à Rovereto, dans la province autonome de Trente dans la région du Trentin-Haut-Adige et mort le 5 mai 1973 à Vérone est un poète, romancier, traducteur et essayiste italien.

## Biographie
Dès son enfance, Lionello Fiumi montre un grand intérêt pour la littérature et commence la rédaction d'un bref roman, I Robinson del Pacifico (Les Robinsons du Pacifique), inspiré par Robinson Crusoé, qui sera suivi par I banditi verdi (Les bandits verts) et Gli schiavi neri (Les Esclaves noirs).
En 1908, il déménage à Vérone avec sa famille. C'est à cette époque qu'il commence ses premières expérimentations poétiques. Montrant très tôt les signes d'une dépression nerveuse, il est envoyé en cure à Munich puis sur la mer Baltique. Il a ainsi la possibilité de perfectionner sa connaissance de la langue allemande et surtout d'entrer en contact avec la poésie européenne contemporaine.
En 1914 il rentre en Italie et publie à Milan son premier recueil poétique, Polline. Il lance au même moment le manifeste du « liberismo », tentative pour concilier le futurisme et l'esthétique « crépusculaire ». Devenu le manifeste du mouvement « avant-gardiste », il a pour centre la revue La Diana (1915-1917), publiée à Naples. En 1920 il publie son second recueil, Mussole (mousselines), où il perfectionne son monde poétique à la fois immatériel et d'un réalisme poétique vigoureux.
Entre 1921 et 1925, il fonde et dirige le Gazzettino Illustrato (Venise), puis il est nommé critique pour les lettres italiennes du Figaro et de la revue Latinité.
Après un premier séjour à Paris en 1923, il épouse Marthe Leroux en 1924 et s'installe à Paris au 3, rue d'Alençon jusqu'en 1940, où il œuvre à la diffusion de la littérature italienne. Il fréquente régulièrement les peintres italiens installés à Paris (Massimo Campigli, Giorgio de Chirico, Filippo De Pisis, Renato Paresce, Gino Severini, Alberto Savinio, Mario Tozzi), ainsi que les milieux culturels italianistes, au sein desquels il rencontre son « alter-ego » Eugène Bestaux. Il publie son troisième recueil, Tutto cuore (1925), où il opère un retour sur lui-même dans des méditations qui lui donnent à sentir le sens de l'universel. Le recueil Sopravvivenze (1931) reprend avec maitrise les thèmes déjà effleurés: l'art descriptif et l'imagination.
Il a d'excellents rapports également avec Pierre de Nolhac, Henri Bédarida - qu’il connaît en 1932 -, Henry Buriot-Darsilès, Gabriel Faure, Maurice Mignon, Alfred Mortier, Jean Groffier et André Pézard. Fiumi est l'auteur d’importantes anthologies de la poésie et de la prose italiennes publiées en France en 1928 et 1933, où il présente et traduit les nouveaux talents de l'époque comme Umberto Saba, Eugenio Montale, Corrado Govoni, Alberto Moravia.
Illustre critique littéraire, depuis sa première monographie consacrée à Corrado Govoni jusqu’à ses essais Parnaso amico et Giunta a Parnaso, il est aussi éminent poète, traducteur et prosateur. Il est l'auteur de plus d'un millier d'articles publiés dans des quotidiens et périodiques.
Nommé secrétaire de la Société Dante Alighieri de Paris de 1930 à 1934, il fonde et dirige la revue bilingue Dante, qui publie 61 fascicules entre 1932 et 1940. Fiumi et Bestaux organisent également des manifestations, des festivals, des cycles de conférences à la Sorbonne ou dans les Sociétés savantes où ils œuvrent à la valorisation du régime fasciste et à la bonne entente « latine ».
À la suite d'un bref séjour dans les iles, il publie un recueil de poèmes de prose, Images des Antilles; il faudra attendre 1943 pour la publication de son cinquième recueil poétique: Stagione colma (1943).
Lorsque la guerre éclate, Fiumi est contraint de revenir précipitamment en Italie et à se retirer dans la résidence de ses ancêtres à Roverchiara, dans la campagne véronaise.
Directeur des revues Rivista internazionale di lettere e arti (1946-47) et Realtà (1952-1959), il publie ses articles sous le pseudonyme d'Aristarco.
En 1951 il publie son unique roman, Ma uno ama ancora; et en 1953 son nouveau recueil poétique, Sul cuore, l'ombra, marqué par la plénitude et la classicità.
Après la mort de Marthe Leroux en 1956, il épouse en secondes noces Béatrice Magnani (1958).
Lionello Fiumi meurt en 1973 à l'âge de 79 ans.

## La poésie de Lionello Fiumi
Sa poésie est largement tributaire de celle de Corrado Govoni et de celle des « poètes de Vérone et de Ferrare ». Dans son manifeste, il propose une troisième voie possible pour la poésie en vers libres, alternative aussi bien au classicisme passéiste qu'aux hyperboles futuristes. Son style est essentiellement impressionniste et visuel et largement tributaire des expériences cosmopolites du poète.
Largement inspiré par la poésie japonaise, il établit une analogie technique entre le haiku japonais et la poésie fragmentiste (notamment les Illuminations d'Ungaretti).En 1949, Fiumi adhère au "réalisme lyrique", prolongement idéal de son premier projet néo-libériste.
Fiumi est également traducteur de poètes (Pierre de Nolhac, Jules Supervielle, Paul Valéry…), et il est lui-même traduit par les plus grands noms français, comme Jules Supervielle, Valery Larbaud et Joe Bousquet.

## Distinctions
- Prix de l'Accademia d'Italia en 1930 et en 1936
- Prix de la langue-française de l’Académie française en 1968 pour l'ensemble de son œuvre
- Grand Prix international de poésie de la Société des poètes de France
- Officier de la Légion d'honneur

## Publications poétiques
- Pòlline, 1914
- Mùssole, 1920
- Tutto cuore, 1925
- Survivances (Sopravvivenze, 1931), poèmes traduits par Pierre de Nolhac, Eugène Bestaux, Henri Marchand, Alfred Mortier, illustrations de Mario Tozzi, 1930
- Images des Antilles (Immagini delle Antille, 1937), 1937
- Ex-voto antillais, poème en prose composé en italien et en français et traduit en vingt-quatre langues, avant-propos d'Eugène Bestaux, 1939
- Stagione colma, 1943
- Poèmes choisis (Poesie scelte, 1934), traduits par Eugène Bestaux, Roger Clerici et Pierre de Nolhac, 1950
- Sul cuore, l'ombra, 1953
- Ghirlanda per Marta, 1957
- E la vita si ostina, 1961
- Poesie scelte, 1912-1961, 1963
- Poesie dell'Eden, 1967
- Poesie scelte, éd. Vianelli, Venise, 1976
- Poesie : antologia, éd. G. P. Marchi, 2000

## Œuvres critiques et anthologies
- Corrado Govoni, 1919
- Mario Tozzi, l'homme et son œuvre, 1928
- Anthologie de la poésie italienne contemporaine, établie et traduite par Lionello Fiumi et Armand Henneuse, 1928
- Anthologie des narrateurs italiens contemporains, par Lionello Fiumi et Eugène Bestaux, 1933
- Poeti giapponesi d'oggi, en collaboration avec Kuni Matsuo, 1935
- Poeti belgi d'oggi, Asti, 1939.
- Parnaso amico, 1943
- Yves Gandon, romanziere e critico, 1954
- Li ho veduti a Parigi, 1960.

## Traductions
- Il martirio dell'obeso de H. Béraud, 1926
- Il cimitero marino de P. Valéry, 1935
- Poèmes de guerre d'A. Marpicati, 1937 (avec Eugène Bestaux)
- Le stanze dell'inverno de P. de Nolhac, 1938
- Tanke e Hai-kai de S. Kuhnen de la Coeuillerie, 1955

## Citations
« Lionello Fiumi (1892) a déployé de précieuses qualités comme impressionniste et coloriste, dans son recueil intitulé Polline (1911), puis dans Mussole (« Mousselines », 1920); ses volumes Tutto cuore (1925) et Sopravvivenze (1931) marquent un progrès décisif dans le sens de la sobriété et de la simplicité », Henri Hauvette, La littérature italienne, Paris, A. Colin, 1932, p. 545. <http://fr.wikisource.org/wiki/Page:Hauvette_-_Litt%C3%A9rature_italienne.djvu/563>